# فرانک هودسپت
فرانک هودسپت (به انگلیسی: Frank Hudspeth) بازیکن فوتبال زادهٔ ۲۰ آوریل ۱۸۹۰ اهل کشور انگلستان بود که سابقهٔ بازی در تیم ملی فوتبال انگلستان را در کارنامهٔ خود دارد. وی در تاریخ ۲۴ اکتبر ۱۹۲۵ تنها بازی ملی خود را در مقابل تیم ملی فوتبال ایرلند شمالی انجام داد.